# Stéphane Sarrazin
Stéphane Sarrazin (* 2. listopadu 1974, Alès, Francie) je francouzský automobilový závodník.

## Kariéra před Formulí 1
V letech 1988 až 1992 jezdil na motokárách. V roce 1993 vstoupil do francouzského šampionátu Formule Renault, který v roce 1994 vyhrál s 11 pódiovými umístěními z 12 závodů. Ve stejném roce se poprvé zúčastnil rallyeového závodu. Mezi lety 1995 – 1997 jezdil ve francouzském šampionátu Formule 3, který v posledním roce zakončil jako vicemistr. Pro rok 1998 přestoupil do Formule 3000 a ve své debutové sezoně vyhrál závod na Oscherslebenu, v konečném hodnocení byl klasifikován na 6. místě. V následující sezóně vyhrál závod na Hungaroringu a dvakrát se umístil na stupních vítězů. Celkově skončil pátý. V roce 2000 odjel jen několik závodů a jeho nejlepším umístěním bylo třetí místo v Monaku.

## Formule 1
V letech 1998 – 2001 působil jako testovací jezdec týmu Prost Grand Prix. V roce 1999 odjel svou první a prozatím také poslední velkou cenu, když nahradil při Grand Prix Brazílie 1999 zraněného Luku Badoera. Kvalifikoval se na 17. místě před týmovým kolegou Markem Geném. V samotném závodě vypadl v 31. kole. Pro rok 2002 se stal testovacím pilotem nové stáje Toyota F1.

## Kariéra po Formuli 1
V roce 2003 jezdil World Series by Renault, kde obsadil s jednou výhrou sedmé místo. V letech 2004 – 2005 závodil jako tovární pilot Subaru World Rally Team Mistrovství světa v rallye 2004 a Mistrovství světa v rallye 2005. V prvním roce obsadil s 8 body 11. místo a o rok později získal 6 bodů a v konečném hodnocení klesl na 16. pozici. V roce 2006 přešel do American Le Mans Series, devět z deseti závodů odjel s kolegou Pedrem Lamym. Se třemi výhrami se stal vicemistrem třídy GT1. Zúčastnil se také 24 hodin Le Mans, kde v kategorii GT1 obsadil 5. pozici.
V roce 2007 podepsal smlouvu s týmem Peugeot Sport a stal se továrním pilotem v American Le Mans Series. Společně s Pedrem Lamym a Sébastienem Bourdaisem celkově skončil druhý se 3 vítězstvími ze 6 závodů. O rok později skončil až pátý, tvořil posádku s Lamym a Alexem Wurzem. V roce 2009 opět zůstal druhý s kolegy Bourdaisem a Franckem Montagnym. Startoval také v šampionátu IRC 2009 s vozem Peugeot 207 S2000.

## Kompletní výsledky
| Legenda k tabulce | Legenda k tabulce                                                                       |
| Barva             | Výsledek                                                                                |
| ----------------- | --------------------------------------------------------------------------------------- |
| Zlatá             | Vítěz                                                                                   |
| Stříbrná          | 2. místo                                                                                |
| Bronzová          | 3. místo                                                                                |
| Zelená            | Bodované umístění                                                                       |
| Modrá             | Nebodované umístění                                                                     |
| Modrá             | Dokončil neklasifikován (NC)                                                            |
| Fialová           | Odstoupil (Ret)                                                                         |
| Červená           | Nekvalifikoval se (DNQ)                                                                 |
| Červená           | Nepředkvalifikoval se (DNPQ)                                                            |
| Černá             | Diskvalifikován (DSQ)                                                                   |
| Bílá              | Nestartoval (DNS)                                                                       |
| Bílá              | Závod zrušen (C)                                                                        |
| Světle modrá      | Pouze trénoval (PO)                                                                     |
| Světle modrá      | Páteční testovací jezdec (TD)                                                           |
| Bez barvy         | Netrénoval (DNP)                                                                        |
| Bez barvy         | Vyřazen (EX)                                                                            |
| Bez barvy         | Nepřijel (DNA)                                                                          |
| Bez barvy         | Odvolal účast (WD)                                                                      |
| Bez barvy         | Nezúčastnil se (prázdné)                                                                |
| Označení          | Význam                                                                                  |
| Tučnost           | Pole position                                                                           |
| Kurzíva           | Nejrychlejší kolo                                                                       |
| †                 | Jezdec nedojel do cíle, ale byl klasifikován, protože odjel více než 90 % délky závodu. |
| ‡                 | Byl udělován poloviční počet bodů, protože bylo odjeto méně než 75 % délky závodu.      |
| Horní index       | Umístění bodujících jezdců ve sprintu                                                   |

### Formule 1
| Rok  | Tým                    | Šasi        | Motor   | 1   | 2       | 3   | 4   | 5   | 6   | 7   | 8   | 9   | 10  | 11  | 12  | 13  | 14  | 15  | 16  | Body | Umístění |
| ---- | ---------------------- | ----------- | ------- | --- | ------- | --- | --- | --- | --- | --- | --- | --- | --- | --- | --- | --- | --- | --- | --- | ---- | -------- |
| 1999 | Fondmetal Minardi Ford | Minardi M01 | Ford V8 | AUS | BRA Ret | SMR | MON | ESP | CAN | FRA | GBR | AUT | GER | HUN | BEL | ITA | EUR | MAL | JPN | -    | -        |

### Formule E
| Rok     | Tým                      | Auto                      | 1      | 2      | 3       | 4      | 5       | 6      | 7      | 8      | 9      | 10      | 11     | 12     | Body | Umístění  |
| ------- | ------------------------ | ------------------------- | ------ | ------ | ------- | ------ | ------- | ------ | ------ | ------ | ------ | ------- | ------ | ------ | ---- | --------- |
| 2014–15 | Venturi Grand Prix       | Spark-Renault SRT 01E     | BEI 9  | PUT 12 | PDE Ret | BNA 10 | MIA Ret | LBH 10 | MON 7  | BER 6  | MOS 14 | LON 10  | LON 15 |        | 22   | 14. místo |
| 2015–16 | Venturi Grand Prix       | Spark-Venturi VM200-FE-01 | BEI 9  | PUT 4  | PDE 9   | BNA 4  | MEX 9   | LBH 2  | PAR 5  | BER 10 | LON 10 | LON 5   |        |        | 70   | 6. místo  |
| 2016–17 | Venturi Grand Prix       | Spark-Venturi VM200-FE-02 | HKG 10 | MAR 12 | BUE 12  | MEX 15 | MON 15† | PAR 10 |        |        |        |         |        |        | 36   | 10. místo |
| 2016–17 | Techeetah                | Spark-Renault Z.E.16      |        |        |         |        |         |        | BER 11 | BER 14 | NYC 3  | NYC 12† | MTL 3  | MTL 8  | 36   | 10. místo |
| 2017–18 | MS&AD Andretti Formula E | Spark-Andretti ATEC-03    | HKG    | HKG    | MAR     | SAN    | MEX     | PDE    | ROM    | PAR    | BER 20 | ZUR 14  | NYC 12 | NYC 12 | 0    | 22. místo |